# Ż
Ż (hoofdletter) of ż (kleine letter) (z-punt) is een letter die wordt gebruikt in het Maltees.

## Unicode
In Unicode heeft Ż de code U+017B (in UTF-8: 0xC5 0xBB) en ż de code U+017C (in UTF-8: 0xC5 0xBC).